# Agostino Doria
Agostino Doria (Génova, 1540 - Génova, 1 de dezembro de 1607) foi o 83.º Doge da República de Génova.

## Biografia
Filho de Giacomo Doria e Bettina De Franchi, nasceu em Génova por volta de 1540. A família, extremamente rica, descendente do almirante Lamba Doria, era composta por três filhos homens, entre eles Nicolò Doria que foi Doge de Génova no biénio 1579–1581, e cinco irmãs. Ele foi o terceiro membro da família a ocupar a posição de Doge, depois do seu irmão mais velho e do tio Giovanni Battista Doria, nos anos de 1537–1539. Doria foi eleito Doge de Génova a 24 de fevereiro de 1601, o trigésimo oitavo na sucessão bienal e o octogésimo terceiro na história republicana. Após o fim do seu mandato, a 25 de fevereiro de 1603, foi nomeado procurador perpétuo. Doria faleceu na capital genovesa no dia 1 de dezembro de 1607.